# Arne Nilsen
Arne Nilsen (* 21. Januar 1924 in Bergen; † 16. April 2020 in Voss) war ein norwegischer Politiker der Arbeiderpartiet (Ap). Von Januar 1978 bis Oktober 1979 war er der Kommunal- und Arbeitsminister und anschließend bis Oktober 1981 der Sozialminister seines Landes.

## Leben
Nilsen kam im Jahr 1924 als Sohn des Maurers Nicolai Nilsen und dessen Ehefrau Marie Græe in der westnorwegischen Stadt Bergen zur Welt. Im Jahr 1945 machte Nilsen den Abschluss an der Eisenbahnschule und er arbeitete anschließend bis 1960 als Telegrafist beim staatlichen Eisenbahnunternehmen Norges Statsbaner (NSB). Insgesamt war er bis 1965 bei Norges Statsbaner angestellt. Neben seiner dortigen Tätigkeit engagierte er sich auch in der Lokalpolitik. Im Jahr 1951 zog Nilsen erstmals in das Kommunalparlament von Voss ein, wo er schließlich bis 1967 saß. Zwischen 1959 und 1963 war er dabei der Bürgermeister der Kommune und zudem Mitglied im Fylkesting der damaligen Provinz Hordaland.

### Abgeordneter im Storting
Nachdem er sowohl bei der Parlamentswahl 1957 als auch bei der Wahl 1961 den Einzug ins norwegische Nationalparlament Storting verpasst hatte, gelang ihm bei der Stortingswahl 1965 schließlich erstmals der Einzug. Er vertrat dort den Wahlkreis Hordaland und wurde zunächst Mitglied im Kommunalausschuss. Im Anschluss an die Parlamentswahl im Jahr 1969 übernahm Nilsen dessen stellvertretenden Vorsitz. Nach einer Umstrukturierung im Oktober 1972 wurde er stellvertretender Vorsitzender des Kommunal- und Umweltschutzausschusses, dessen Vorsitzer er schließlich ab 1973 war. Im Januar 1976 wechselte er während der laufenden Legislaturperiode in den Finanzausschuss, wo er ebenfalls Vorsitzender wurde und dies auch nach der Stortingswahl 1977 blieb. In der Zeit zwischen Oktober 1972 und September 1973 sowie zwischen Januar 1976 und Januar 1978 war er Mitglied im Fraktionsvorstand der Arbeiderpartiet.

### Minister
Am 11. Januar 1978 wurde Arne Nilsen zum Kommunal- und Arbeitsminister in der Regierung Nordli ernannt. Wegen seiner Mitgliedschaft in der Regierung musste er sein Mandat im Parlament ruhen lassen. Nilsens Amtszeit endete am 8. Oktober 1979 mit der Übernahme des Sozialministerpostens. Er war dabei bis Februar 1981 weiter Minister in der Regierung Nordli und anschließend bis Oktober 1981 in der Regierung Brundtland I. Seine Amtszeit endete am 14. Oktober 1981 mit dem Abtritt der Regierung.
Mit dem Ende seiner Zeit als Minister kehrte er als Abgeordneter in das Storting zurück. Dort übernahm er von Oktober 1981 bis September 1985 die Präsidentschaft des Odelsting, das zu dieser Zeit eine der beiden Kammern des Parlaments darstellte. Des Weiteren war er Mitglied im Verbraucher- und Verwaltungsausschuss. Im Herbst 1985 schied er aus dem Parlament aus.